# EMI
Az EMI Csoport (ejtsd: íemáj) egy zenével foglalkozó angol cég. Az EMI Music, központja a londoni Brook Green-ben, és az EMI Music Publishing kiadó cégből áll, központja Charing Cross Road, London. Az EMI Music a világ negyedik legnagyobb zenekiadója. 2011-ben a cég lemezkiadó részlegét a Universal Music Group és a Warner Music Group, zeneműkiadó részét a Sony Music Entertainment vásárolta fel.

## Története
Az Electric and Musical Industries Ltd 1931 márciusában alakult az angol Columbia Graphophone Company és a Gramophone Company egyesüléséből. A kezdetektől fogva hangrögzítő és visszajátszó berendezések gyártásával és a gépeken játszható zene szolgáltatásával foglalkozott.

### Gyártás
A cég által gyártott gramofon negyven év tapasztalatot biztosított a nagy méretarányú elektronikában. A második világháború alatt és után a londoni Hayes, Hillingdon-ban az EMI Laboratories radarokat és rakétákat fejlesztett ki. Később a cég műsorszóró berendezésekkel foglalkozott, említésre méltó hogy ők adták a BBC első TV adóját. 1958-ban Hayes-ben Godfrey N. Hounsfield vezetése alatt kifejlesztették Nagy-Britannia első tranzisztoros számítógépét az EMIDEC 1100-at. A korai 1970-es években az EMI tudósai kifejlesztették az első CT szkennert, az eszközt ami forradalmasította az orvosi képalkotást. Godfrey N. Hounsfield később elnyerte a Nobel-díjat a eredményeiért. A képalkotás terén tett rövid de kimagasló siker után az EMI gyártási tevékenysége hanyatlásnak indult és végül teljesen megszűnt.

### Zene
A cég gyermekkorában a Brit Nemzetközösség több országában is leányvállalatot alapított, többek között Indiában, Ausztráliában és Új-Zélandon. Az EMI új-zélandi és ausztrál vállalatai monopol helyzetben uralták a helyi könnyűzenei piacot az 1920-as évektől az 1960-as évekig amikorra is megjelent pár rivális helyi tulajdonú kiadó (mint például a Festival Records).
1931-ben, az alapítása évében, megnyitotta a legendás Abbey Road stúdiót Londonban. Az 1930-as és 1940-es években többek között olyan művészeket foglalkoztatott mint Arturo Toscanini, Sir Edward Elgar, és Otto Klemperer. Ebben az időben nevezte ki az első tehetségkutató menedzsereit. Köztük volt George Martin, aki később behozta a Beatles-t az EMI-be.
1957-ben, cserébe a RCA Victor-tól és a Columbia Records-tól elvesztett hosszútávú licenc megállapodásiért (a Columbia USA 1951-ben megszakította kapcsolatait az EMI-vel), az EMI belépett az amerikai piacra a Capitol Records 96%-os tulajdonrészének megvásárlásával.
A klasszikus zenészei főként neves brit zenekarokból álltak, mint például a Philharmonia Orchestra. A mikrobarázdás lemez (LP) korában nagyon kevés amerikai zenekarnak rögzítette a zenéjét az EMI, az egyik kivétel a Pittsburgh Symphony volt, William Steinberg vezetése alatt.
Sir Joseph Lockwood menedzselése idején, a késői 1950-es évek, 1960-as évek és korai 1970-es években a vállalat óriási sikernek örvendett a könnyűzenei piacon.
EMI-t az egyik legismertebb és legsikeresebb zeneipari cég lett hála az általa és leányvállalatai (többek között Parlophone, HMV és Columbia Graphophone és Capitol Records) által szerződtetett együtteseknek és szóló művészeknek, mint például The Beatles, The Beach Boys, The Hollies, Cilla Black és a Pink Floyd.
1967-re az EMI átalakította az HMV-t egy kizárólagosan klasszikus zenei kiadóvá, átmozgatva a HMV könnyűzenei palettáját a Columbiához. 1969-ben alapított egy új kiadót, a Harvest Records-ot, hogy a kialakuló progresszív rock együtteseit szerződtesse, mint például a Pink Floyd.
Az Electric & Musical Industries megváltoztatta a nevét EMI Ltd-re 1971-ben és a Gramophone Company leányvállalata EMI Records Ltd lett 1973-ban. 1972-ben az EMI kicserélte a Columbia kiadót EMI Records-ra. 1979 februárjában az EMI Ltd. megszerezte az United Artists Records-ot.
1979 októberében a THORN Electrical Industries összeolvadt az EMI Ltd.-vel, és megalakult a Thorn EMI.
1989-ben a Thorn EMI 50%-os részesedést vett a Chrysalis Records-ban, majd 1991-ben megvette a maradék 50%-ot is. Az egyik leglátványosabb és legdrágább beruházása során Thorn EMI megvette Richard Branson Virgin Records-ját 1992-ben.
1996. augusztus 16-án a Thorn EMI részvényesei megszavazták a cég szétdarabolását. Az ennek folyományaként megjelent média céget EMI Group PLC-nek hívják.
2005-ben a Private Moon Records kiadóval kötöttek szerződést a közös munka céljából.
2006. május 5-én kezdtek tárgyalásokat a Warner Music Group-pal az egyesülésről.
2007. május 21-én az igazgató tanács azt ajánlotta a részvényeseknek, hogy fogadják el a Terra Firma befektetőtársaság ajánlatát.
2007. július 12. Az Európai Bizottság engedélyezte, hogy a Terra Firma befektetőtársaság felvásárolja az EMI-t.
2007. augusztus 1-jén bejelentették, hogy a Terra Firma ajánlatát a részvényesek 90,3%-a elfogadta, így - a szabályok alapján - a maradék 9,7%-nyi részvényt a befektető cég akár "erőszakos" úton is megszerezheti. A Terra Firma korábbi adatok szerint 265 penny-t ajánlott az EMI részvényeiért és az ajánlatot az EMI 2,4 milliárd font értékűre becsülte
2007. augusztus 6-án az EMI kivonul a Londoni Értéktőzsdéről és ezzel száz százalékban a Terra Firmáé lesz.
2008. január 15-én a Terra Firma bejelenti, hogy alapvető szerkezeti átalakításokat hajt végre a cégben, ennek következtében 1500-2000 embert bocsát el az anya- és leányvállalatoknál dolgozó mintegy 6000 emberből.
2011 elején a hitelező Citigroup kezébe került a cégcsoport, majd az év végén feldarabolták és a megmaradt három nagy lemezkiadó, a Universal, a Warner és a Sony vásárolta meg.

## Az EMI által kezelt kiadók listája
Az EMI által kezelt kiadók listája:
- Angel Music Group
  - Innocent Records
  - Hollywood Records – (The Walt Disney Company tulajdona az EMI csak a terjesztésével foglalkozik Európában, Ausztráliában és Új-Zélandon)
- Angel Records (klasszikus zenei kiadó)
- Apple Records (terjesztés)
- At Large Recordings
- Blue Note
- Capitol Records
- Caroline Distribution
  - Astralwerks Records
  - Caroline Records
  - DFA Records
  - Imperial Records (2006)
- R:W
- Mosaic Records (50% részesedés)
- The China Record Co. (Kína)
- Columbia
- Chrysalis Records
- DFA Records
- Electrola (Németország)
- EMI Christian Music Group
  - Forefront Records
  - Sparrow Records
  - Tooth and Nail Records
    - BEC Recordings
    - Solid State Records
    - Uprok Records
- EMI Classics
- EMI Films
- EMI Gospel
- EMI Hemisphere
- EMI Records
- EMI-Televisa
- Food Records (terjeszti a Parlophone)
- GramCo (India)
- Harvest Records
- Heavenly Recordings
- His Master's Voice
- Music For Pleasure
- Mute Records
  - Blast First
  - The Fine Line
  - Future Groove
  - The Grey Area
  - Novamute
  - Parallel Series
  - Thirteenth Hour Recordings
- Narada Productions
- No Milk Records
- Odeon Records
- Parlophone
- Path Orient (Kína)
- Pathé Records
- Pomaton EMI
- Positiva
- Private Moon Records / PMR
- RAK Records
- Real World
- Regal Zonophone Records
- Reliquias (a zene egy része a régi Odeón kiadóból jön)
- S-Curve Records (licenc kezelés és terjesztés)
- SBK Songs
- Seraphim Records
- Sixsteps Records
- Stateside Records
- Studio 2 Stereo
- Tiny Consumer
- Top Rank
- Toshiba-EMI (Japán)
- Virgin Records
  - 10 Records
  - Astralwerks
  - Circa Records (EMI/Virgin néven stratégiai TV kiadó is 1990-es évektől kezdve)
  - Siren Records
  - VC Recordings – Hut Records néven is fut
- Worship Together